# 穆斯塔法·萨法日尼
穆斯塔法·萨法日尼（英語：Moustapha Saphariny，1950年3月26日—）出生于巴勒斯坦图尔克利木市，毕业于北京大学国际政治系，为巴勒斯坦著名外交家。

## 生平
1950年，萨法日尼出生在巴勒斯坦图尔克利木市。
1967年，年仅17岁的萨法日尼就加入了巴勒斯坦解放运动。
1970年，萨法日尼来到北京大学，在国际政治系学习中文和政治、军事理论。
1971年，萨法日尼担任巴勒斯坦解放组织驻京办事处副主任。
1976年，萨法日尼担任巴勒斯坦驻老挝人民民主共和国大使。
1982年，萨法日尼担任巴勒斯坦驻朝鲜民主主义人民共和国大使。
1991年，萨法日尼获得北京大学国际关系博士学位。
1992年，萨法日尼担任巴勒斯坦驻中华人民共和国大使。
2002年，萨法日尼担任阿拉伯信息主任。